# Ligne 4 du tramway d'Anvers
Pour les articles homonymes, voir Ligne 4.
La ligne 4 du tramway d'Anvers est une ligne de tramway  qui relie Hoboken (Zwaantjes) à Groenenhoek à proximité de la gare d'Anvers-Berchem.

## Histoire
vers 1903 : mise en service; traction électrique; attribution de l'indice 3.
1936 : fusion des lignes 3 et 4 (via l'itinéraire de la ligne 3 par la Lambermontplaats et la gare du Sud depuis la Groenplaats).
1945 : rétablissement des lignes 3 et de la ligne 4.
1993 : report du terminus de la Groenplaats à Sint-Pietersvliet.
2 mai 2012 : terminus reporté du Sint-Pietersvliet à la Marnixplaats pour cause de travaux sur la Nationalestraat.
1er septembre 2012 : reprise de la section Deurne Eksterlaar - Anvers Groenplaats à la ligne 8 supprimée, deux lignes 4 sont exploitées : 4 Anvers Groenplaats - Deurne Eksterlaar et 4 Anvers Marnixplaats - Hoboken Lelieplaats.
9 février 2013 : fusion des deux itinéraires par l'Amerikalei et la Britselei.
30 mars 2013 : fin des travaux sur la Nationalestraat, reprise de cet itinéraire par la ligne fusionnée (fin de la déviation).
6 décembre 2014 : création d'une nouvelle section entre la gare sud et la Bolivarplaats par la Brusselstraat, reprise de l'itinéraire de la ligne 12 entre la gare sud et la Groenplaats par la Lambermontplaats, les voies entre l'Amerikalei et la Nationalestraat par la Marnixplaats ne servent plus que de voies de service.
8 janvier 2018 : ligne scindée pour cause de travaux sur la Guldenvliesstraat : 4 Anvers Groenplaats - Hoboken Lelieplaats, un service de navette 4 Anvers Sint-Pietersvliet - Berchem Gare existe jusqu'au début des travaux le 19 mars 2018, le tram 9 est prolongé de Deurne Eksterlaar à Deurne Silsburg pour reprendre le service sur cette section de la ligne 4,.
27 juin 2018 : navette d'autobus sous l'indice 40 entre la Nationale Bank et Berchem Gare.
6 août 2018 : terminus reporté d'Hoboken Lelieplaats à Hoboken Kioskplaats pour travaux de reconstruction sur la Kioskplaats,.
23 avril 2019 : fin des travaux sur la Guldenvliesstraat, reprise de l'itinéraire complet entre Deurne et Hoboken.
État au 1er septembre 2019 : 4 Deurne Silsburg - Hoboken Kioskplaats.
1er septembre 2019 : fin des travaux, terminus reporté à Hoboken Lelieplaats.
Avec le prolongement de la ligne 9 vers Silsburg et l'interruption de la ligne 11, la ligne 4 est limitée à la boucle de retournement de la station Groenenhoek qui était utilisée par la ligne 11.
Depuis le 1er juillet 2023, la ligne 4 effectue désormais son terminus à Zwaantjes à Hoboken en raison de l'état dégradé des voies situées entre Lelieplaats et Zwaantjes.

## Tracé et stations
La ligne 4 relie Hoboken (au sud de l'agglomération) à Berchem.

### Les stations
|  |   |  | Station                | Lat/Long                    | Commune | Correspondances |
|  | - |  | ---------------------- | --------------------------- | ------- | --- |
|  | O |  | Zwaantjes              | 51° 10′ 59″ N, 4° 22′ 22″ E | Anvers  | Ligne 2 du tramway d'Anvers · Ligne 10 du tramway d'Anvers                                                                                           |
|  | o |  | Grens Kiel             | 51° 11′ 11″ N, 4° 22′ 31″ E | Anvers  | Ligne 10 du tramway d'Anvers |
|  | o |  | Abdijstraat            | 51° 11′ 26″ N, 4° 22′ 43″ E | Anvers  | Ligne 10 du tramway d'Anvers |
|  | o |  | Kielpark               | 51° 11′ 34″ N, 4° 22′ 51″ E | Anvers  | Ligne 10 du tramway d'Anvers |
|  | o |  | Generaal Armstrong     | 51° 11′ 41″ N, 4° 23′ 03″ E | Anvers  | Ligne 10 du tramway d'Anvers |
|  | o |  | Kolonel Silvertop      | 51° 11′ 45″ N, 4° 23′ 17″ E | Anvers  | Ligne 10 du tramway d'Anvers |
|  | o |  | Station Antwerpen-Zuid | 51° 11′ 53″ N, 4° 23′ 24″ E | Anvers  | SNCB |
|  | o |  | Zuid                   | 51° 12′ 02″ N, 4° 23′ 28″ E | Anvers  | Ligne 1 du tramway d'Anvers · Ligne 10 du tramway d'Anvers                                                                                           |
|  | o |  | Bolivarplaats          | 51° 12′ 15″ N, 4° 23′ 21″ E | Anvers  | Ligne 1 du tramway d'Anvers |
|  | o |  | Pacificatie            | 51° 12′ 22″ N, 4° 23′ 24″ E | Anvers  | |
|  | o |  | Museum                 | 51° 12′ 33″ N, 4° 23′ 37″ E | Anvers  | |
|  | o |  | Tropisch Instituut     | 51° 12′ 46″ N, 4° 23′ 51″ E | Anvers  | |
|  | o |  | Sint-Andries           | 51° 12′ 57″ N, 4° 23′ 57″ E | Anvers  | |
|  | o |  | Groenplaats            | 51° 13′ 07″ N, 4° 24′ 05″ E | Anvers  | Ligne 3 du tramway d'Anvers · Ligne 5 du tramway d'Anvers · Ligne 9 du tramway d'Anvers · Ligne 15 du tramway d'Anvers                               |
|  | o |  | Meirbrug               | 51° 13′ 07″ N, 4° 24′ 17″ E | Anvers  | Ligne 3 du tramway d'Anvers · Ligne 5 du tramway d'Anvers · Ligne 7 du tramway d'Anvers · Ligne 9 du tramway d'Anvers · Ligne 15 du tramway d'Anvers |
|  | o |  | Oudaan                 | 51° 12′ 57″ N, 4° 24′ 18″ E | Anvers  | Ligne 7 du tramway d'Anvers |
|  | o |  | Mechelseplein          | 51° 12′ 48″ N, 4° 24′ 18″ E | Anvers  | Ligne 7 du tramway d'Anvers |
|  | o |  | Nationale Bank         | 51° 12′ 42″ N, 4° 24′ 31″ E | Anvers  | Ligne 1 du tramway d'Anvers · Ligne 7 du tramway d'Anvers · Ligne 10 du tramway d'Anvers                                                             |
|  | o |  | Hemel                  | 51° 12′ 33″ N, 4° 24′ 40″ E | Anvers  | |
|  | o |  | Sint-Vincentius        | 51° 12′ 26″ N, 4° 24′ 52″ E | Anvers  | |
|  | o |  | Belgiëlei              | 51° 12′ 21″ N, 4° 25′ 05″ E | Anvers  | Ligne 2 du tramway d'Anvers · Ligne 6 du tramway d'Anvers · Ligne 15 du tramway d'Anvers                                                             |
|  | o |  | Lamorinièrestraat      | 51° 12′ 15″ N, 4° 25′ 18″ E | Anvers  | |
|  | o |  | Cuperus                | 51° 12′ 13″ N, 4° 25′ 38″ E | Anvers  | Ligne 9 du tramway d'Anvers |
|  | o |  | Berchem Station        | 51° 12′ 05″ N, 4° 26′ 04″ E | Anvers  | SNCB |
|  | O |  | Groenenhoek            | 51° 12′ 00″ N, 4° 26′ 24″ E | Anvers  | Ligne 9 du tramway d'Anvers |

## Exploitation de la ligne
La ligne 4 est exploitée par De Lijn.

### Fréquence
La ligne 4 a une fréquence d'un tram toutes les dix minutes en journée, et d'un tram toutes les quinze minutes en soirée.

### Matériel roulant
La ligne est exploitée à l'aide de rames PCC et Bombardier Hermelijn.